# Bythotiara parasitica
Bythotiara parasitica är en nässeldjursart som först beskrevs av Kirk 1915.  Bythotiara parasitica ingår i släktet Bythotiara och familjen Bythotiaridae. Inga underarter finns listade i Catalogue of Life.